# Razzi volanti
Razzi volanti (Keep 'Em Flying) è il quarto film interpretato da Bud Abbott e Lou Costello, meglio noti in italia come Gianni e Pinotto nel ruolo di protagonisti e terzo ed ultimo della "trilogia militare" assieme a Gianni e Pinotto reclute e Allegri naviganti, anch'essi diretti da Arthur Lubin.

## Trama
Blakie, Heath e Jack entrano nell'aviazione. I primi due si innamorano di due sorelle gemelle uguali, rispettivamente Barbara e Gloria Phelps. credendo che si tratti della stessa persona: Heath le scambia infatti diverse volte. Infine i due si accorgono che sono due sorelle, dopo che Heath avendo visto Blakie con Barbara, crede che la sua fidanzata lo abbia tradito. Jack viene cacciato perché lascia solo un uomo in volo per dargli il coraggio di volare e cade a terra. Jack viene riammesso quando salva il suo rivale d'amore e istruttore che era rimasto impigliato col paracadute ad un aereo in volo.